# Ghormeh-sabzi
 (avril 2016).
Si vous disposez d'ouvrages ou d'articles de référence ou si vous connaissez des sites web de qualité traitant du thème abordé ici, merci de compléter l'article en donnant les références utiles à sa vérifiabilité et en les liant à la section « Notes et références ».
Le ghormeh-sabzi (en persan : قورمه‌سبزی ; en azéri : səbzi qovurma) est un ragoût d’Iran.
Ce plat est également populaire en Azerbaïdjan et en Irak.
L’ingrédient principal est un mélange de végétaux sautés, principalement du persil, du poireau d'été (ou à défaut du vert de poireau), des épinards (ou bettes) et des feuilles de fenugrec. Ce mélange sauté est ensuite mijoté avec des haricots pinto (ou à défaut de haricots rouges), ou bien des doliques à œil noir, des oignons rouges, des civettes hachées, des citrons secs et de l’agneau ou du veau. Puis le plat est servi avec du riz à l'iranienne (polow).
Il y a beaucoup de variations, par exemple avec des épinards et de la coriandre ou bien des pommes de terre au lieu des haricots. On peut trouver la recette persane sous le titre « طرز تهیه قورمه سبزی ».